# Ган, Кэтрин
Кэтрин Ган (англ. Katharine Teresa Gun, род. 1974) — британская переводчица с китайского языка, работавшая на Центр правительственной связи (GCHQ) и в 2003 передавшая в прессу засекреченные данные о планах Соединенных Штатов установить за дипломатами ООН слежку в преддверии американского вторжения в Ирак.

## Биография

### Жизнь до скандала
Кэтрин Ган родилась в 1974 на острове Тайвань в британской семье, росла в билингвистической среде, где наравне с английским использовался китайский. Окончила Даремский университет в качестве лингвиста, где к знанию китайского прибавился еще и японский язык. Два года после окончания университета Кэтрин занималась преподаванием, однажды её заинтересовало опубликованное в The Guardian приглашение на работу для лингвистов, знающих китайский язык, которое, как оказалось, было приглашением в британский Центр правительственной связи (GCHQ). Кэтрин была принята на должность гражданского специалиста при центре. Как позже рассказывала сама Кэтрин в интервью, изначально в работе гражданского специалиста при Центре правительственной связи не прослеживалось нелегальных элементов, которые могли бы дискредитировать британские службы.

### Скандал
В 2003 году, перед самым началом вооруженного конфликта в Ираке, когда союзники активно готовились к вторжению в эту ближневосточную страну, Кэтрин впервые за время работы в центре правительственной связи пришла к мысли, что поддерживаемые британской администрацией возможные боевые действия носят необоснованный характер, в частности на такие мысли её натолкнуло электронное письмо, отправленное на сервер британской организации из американского Агентства Национальной Безопасности, в котором союзная разведслужба просила британцев вести наблюдение за дипломатами стран членов ООН, в частности за представителями Анголы, Камеруна, Гвинеи, Чили, Мексики и Пакистана, позиция этих государств относительно начала войны была до самого конца не ясна. Фактически шпионаж за дипломатами напрямую противоречил Венской конвенции о дипломатических отношениях. Кэтрин Ган провела собственное расследование и не выявила для себя значимых причин, которые могли бы привести демократические государства к ведению наступательной войны на Ближнем Востоке.
Сразу после получения письма Кэтрин распечатала его и через своего знакомого передала в руки журналистов. Уже 2 марта письмо было опубликовано на главной странице еженедельника «The Observer» и в кратчайшие сроки привело к нарастанию недовольства вокруг и без того не слишком популярной в Британии идеи ввода войск в Ирак. Сама Ган принимала участие в антивоенных митингах, проходивших в Лондоне. Уже 5 марта после того, как стало ясно, что утечка произошла из Центра правительственной связи, Ган призналась своему начальству, что именно она была ответственна за утечку информации. Сразу после этого Ган была взята под стражу по обвинению в нарушении государственной тайны и пробыла под стражей вплоть до своего оправдания в феврале 2004 года.
На протяжении всего времени, пока стороны готовились к суду, в защиту Ган выступили многие общественные деятели по всему миру, призывавшие прекратить преследование Ган. Активно против суда над Кэтрин Ган выступал актер Шонн Пенн, известный своей антивоенной позицией. Перед судом Ган в очередной раз подтвердила свою антивоенную позицию, заявив, что её шокирует, «что в XXI веке люди продолжают использовать бомбежки как способ решения вопросов».
Судебный процесс против Кэтрин Ган по обвинению в нарушении государственной тайны состоялся 24 февраля, позиция Ган и её защиты состояла в том, что утечкой информации она пыталась предотвратить гибель подданных Соединенного Королевства и не допустить фактически незаконного применения военной силы. Суд оказался чрезвычайно скоротечным, продолжившись лишь полтора часа. По причине того, что сторона обвинения отказалась предоставлять какие-либо доказательства против Ган, дело было закрыто. Подобная позиция обвинения вызвала множество кривотолков в прессе. В 2019 году в газете «The Guardian» появилась точка зрения, что основной причиной отказа обвинения в предоставлении доказательств было то, что в большинстве своем в том числе адвокаты, работающие на британское правительство, понимали, что вторжение действительно является по своей сути агрессивными военными действиями и активный суд на Ган может лишь привести к увеличению обсуждения этого вопроса.

### После скандала
В 2003 году Кэтрин Ган получает премию Сэма Адамса, которая ежегодно вручается профессионалам спецслужб, занявшим позицию добросовестности и этики. Так, в 2013 году, через десять лет после Ган, её получил сотрудник ЦРУ Эдвард Сноуден, опубликовавший целый ряд документов АНБ, касающихся массовой слежки. В 2006 году Кэтрин Ган выпустила статью  «Iran: Time to Leak», в которой призвала сотрудников спецслужб к передаче в различные СМИ информации о возможной подготовке войны между странами Запада и Исламской Республикой Иран с целью её предотвращения.
В августе 2019 году состоялась премьера фильма «Опасные секреты» режиссера Гэвина Худа, роль Ган в котором исполнила известная британская актриса – Кира Найтли, журналистов Мартина Брайта и Питера Бомонта, стоявших за публикацией утечки Ган исполнили Мэтт Смит и Мэтью Гуд. Фильм удостоился достаточно высоких оценок как от зрителей, так и от критиков. Последними особенно была отмечена игра Киры Найтли. Сама Ган достаточно высоко оценила фильм, указав в интервью с журналистом BBC Джереми Паксманом на его историческую достоверность.